# Priapeos

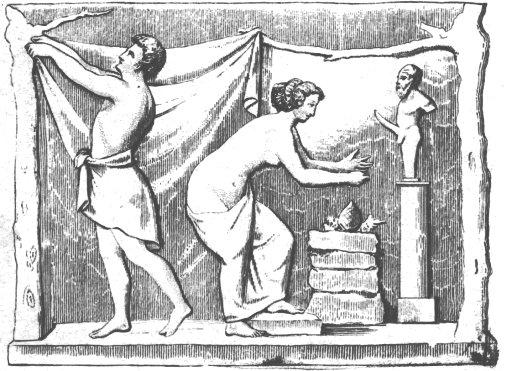
Invocación de Príapo.

Los Priapeos (en latín, Priapeia o Carmina priapea) son una colección de aproximadamente ochenta elegantes poemas latinos, en diversas métricas, acerca del dios Príapo.
Fueron recopilados de obras literarias e inscripciones sobre imágenes del dios por un editor desconocido, que compuso el epigrama introductorio. A juzgar por su estilo y por su métrica (dísticos elegíacos, endecasílabos fallecidos y coliambos), pueden ser de la época del emperador romano Augusto, y probablemente localizarse en el Círculo de Mesala, quien — como otras personalidades distinguidas de la época — se mantenía ocupado con entretenimientos de ese tipo. Algunos de los priapeos, sin embargo, pueden ser interpolaciones de un periodo posterior.
Pueden hallarse en el Peironius (f 904, de F. Bitcheler), Catullus (1870, de L. Muller) y Poetee latini minores (1879, de E. Bhren).

## Traducciones
- En español:

1. Priapeos. Grafitos amatorios pompeyanos. La velada de la fiesta de Venus. El concubito de Marte y Venus: Reposiano. Centón nupcial: Ausonio. Introducciones, traducción y notas de Enrique Montero Cartelle. Madrid: Gredos. 1981.
2. Carmina priapea; versión y prólogo de José Luis García Martín. Oviedo: J. L. García. 1984. (ed. bilingüe)
3. Carmina Priapea: a Príapo, dios del falo. Pedro Luis Cano, Jaime Velázquez. Bellaterra: Universidad Autónoma de Barcelona. 2000.
4. Priapea. Carmen Codoñer, Juan Antonio González Iglesias. Huelva: Universidad de Huelva. 2014.

- En otros idiomas:

1. Carmina Priapeia. In Nachdichtung von Alexander von Bernus mit einer kritischen Einführung von Adolf Dannegger. Berlín, Leipzig:  Privatdruck des Verlages Schuster & Loeffler. 1905.
2. Priapea. Vertaald en toegelicht door Harm-Jan van Dam. Ámsterdam: Athenaeum-Polak & Van Gennep. 1948.
3. Studien zum Corpus Priapeorum. Vinzenz Buchheit. C. H. Beck. 1962. (ed. bilingüe).
4. I Carmi Priapei, traduzione di Cesare Vivaldi, Parma: Guanda, 1976. Roma: Collana Grandi Tascabili Economici n.393, Newton Compton, 1993.
5. Carmina Priapea. Gedichte an den Gartengott von Bernhard Kytzler. Múnich, Zúrich: Die Bibliothek der Alten Welt, Artemis. 1978. (ed. bilingüe).
6. Priapea: poems for a phallic god. W. H. Parker. London: Croom Helm. New York: Croom Helm in association with Methuen. 1988.
7. Carmi Priapei, a cura di Jolanda Insana. Milano: Collana Biblioteca dell'Eros n.4. 1991. Milano: Collana Ars Amandi n.17. 1999.
8. Carmi Priapei, introduzione e note di Umberto Todini, traduzione di Lucio Mariani. Milano, Ponte alle Grazie: Collana I rari. 1992. Milano: TEA. 1996.
9. Carmina Priapea. Einleitung, Übersetzung, Interpretation und Kommentar von Christiane Goldberg. Heidelberg: C. Winter. 1992.
10. Priapeia, sive Diversorum poetarum in Priapum lusus, or, Sportive epigrams on Priapus. Leonard C. Smithers, Sir Richard Burton. Universal Sales Marketing. 1995.
11. The Priapus Poems. W. Richard Hooper. Urbana and Chicago: University of Illinois Press. 1999.
12. Carmi Priapei. Una nuova provocante traduzione, a cura di Roberto Asnic. Stampa Alternativa. 2001.
13. Carmina Priapea, introduzione, traduzione e note di Edoardo Bianchini. Milano: Collana Classici graci e latini, 2002.
14. Poemes priapeus; traducció de Victòria Bescós i Josep M. Hidalgo. Martorell: Adesiara. 2015. (ed. bilingüe).